# Adrienne Augarde
Adrienne Augarde (Londen, 12 mei 1882 - Chicago, 17 maart 1913) was een populaire Britse actrice en zangeres, vooral bekend om haar rollen in edwardiaanse musicals.

## Levensloop
Augarde werd geboren in Westminster. Haar familie was zeer muzikaal en verbonden met het theater; zo was haar vader, Frank Wells Augarde, violist en haar moeder, Henrietta, zangeres.
In 1898 maakte Augarde haar debuut in het stuk Red Riding Hood naast de gevierde acteur George Robey. In datzelfde jaar verscheen zij in de musical Little Miss Nobody en in 1900 verscheen zij in Florodora, waar zij naast haar tante Amy Augarde speelde.
In 1903 verscheen Augarde voor het eerst in het Gaiety Theatre in West End en in het Lyric Theatre. Zij zou in deze theaters in een aantal zeer populaire musicals spelen.
Zij maakte haar debuut in de Verenigde Staten in 1905 in het stuk The Duchess of Dantzic. Na 4 maanden in New York te hebben gestaan, keerde zij terug naar Londen waar zij in de operette Les p'tites Michu de hoofdrol speelde. Zij verscheen in een totaal van 401 voorstellingen van dit stuk. Gedurende de jaren 1906-1913 speelde zij in meer dan 10 musicals en in diverse vaudevillevoorstellingen, onder andere met sterren als Lily Elsie, Gertie Millar en William S. Gilbert.
In 1913 overleed Adrienne Augarde op 30-jarige leeftijd aan de gevolgen van een blindedarmontsteking.